# Brusturi, Teceu
Brusturi (în ucraineană Брустури, în maghiară Brusztura, în cehă Brustura), denumit în perioada 1946–2023 Lopuhiv (în ucraineană Лопухів), este o comună în raionul Teceu, regiunea Transcarpatia, Ucraina, formată numai din satul de reședință. Vechile denumiri ale localității sunt Lăpușna și Brusturi. Localitatea este amplasată in zona confluenții râurilor Turbata și Bereteanca, care creează râul Brustureanca -- una dintre sursele râului Teresva.

## Denumire
Numele istoric al satului este Brusturi, un nume românesc care a fost slavizat Lopuhiv în anul 1946 după încorporarea Transcarpatiei în URSS. În februarie 2023 deputații Olena Șuleak, Vitali Bezhin (de la partidul „Slujitorul poporului”) și Roman Lozînskîi (de la partidul „Holos”) au înaintat Radei Supreme a Ucrainei un proiect de rezoluție privind redenumirea satului Lopuhiv, la solicitarea locuitorilor săi cu scopul de a „renunța la forma trădată a numelui și de a reda așezării denumirea corectă istoric de Brusturi care este un sunet tradițional și familiar pentru locuitori. În ședința sa din 29 iunie 2023, Rada Supremă a Ucrainei a votat redenumirea satului Lopuhiv ca Brusturi. Proiectul de rezoluție nr. 9054 a fost votat de 248 de deputați, fără a fi consemnate voturi împotrivă sau abțineri.

## Demografie
Componența lingvistică a comunei Brusturi
     Ucraineană (99,64%)
     Alte limbi (0,36%)
Conform recensământului din 2001, majoritatea populației comunei Brusturi era vorbitoare de ucraineană (99,64%), existând în minoritate și vorbitori de alte limbi.
La începutul anului 2022 populația satului Brusturi era de 3.400 de locuitori, integral ucraineni.